# Churritské písně

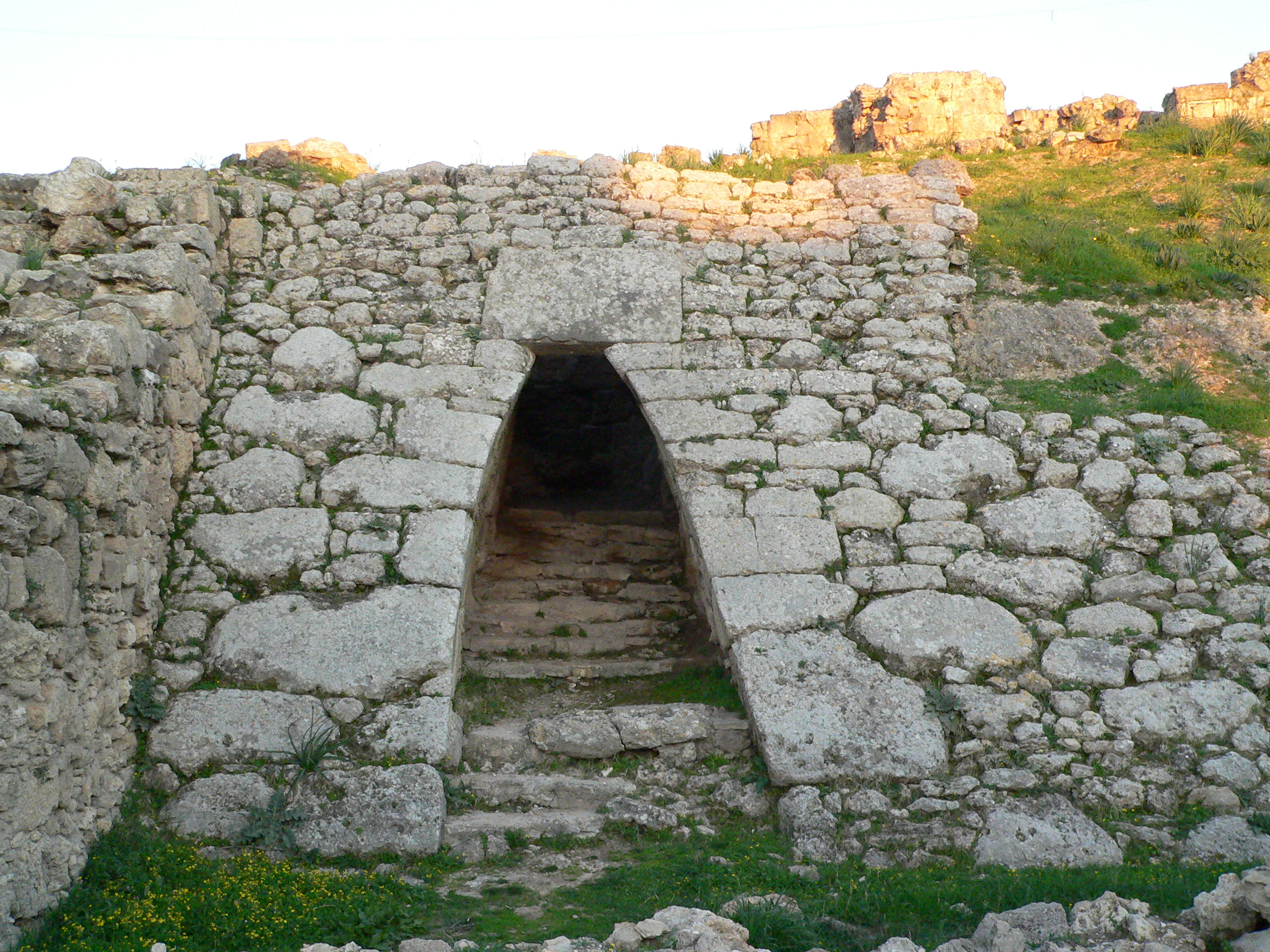
Vchod do královského paláce v Ugaritu, kde byly tabulky nalezeny.

Jako Churritské písně se označují staré skladby zaznamenané klínovým písmem na hliněných tabulkách. Byly objeveny v 50. letech 20. století při vykopávkách u města Ugarit v severní Sýrii. Všechny tabulky jsou uloženy ve sbírkách Národního muzea v Damašku.

## Tabulky
Churritské písně tvoří celkem 36 chvalozpěvů.
Jejich vznik se datuje okolo roku 1400 př. n. l.
Ačkoliv se našlo tabulek 36, pouze jedna je v tak dobrém stavu, že se na ní dochovala celá píseň. Jde o tabulku zaznamenávající Hymnus pro Nikkalu, známý také jako h.6. a jedná se o dosud nejstarší objevené kompletní hudební dílo.

## Autoři
Pět skladeb je podepsaných, jejich tvůrci se jmenovali Ammiya, Tapšihuno, Puhiya a Urhiya (ten je podepsán na dvou tabulkách). Všechna tato jména jsou churritská.

## Hymnus pro Nikkalu
Hymnus pro Nikkalu, známý také jako h.6. a jedná se o dosud nejstarší objevené kompletní hudební dílo. Jeho autor je neznámý. Přeložit text této písně do současného jazyka trvalo několik let a to hlavně z důvodu, že churritský jazyk není zatím zcela rozluštěný. Komplikace představovalo také obroušení tabulky a poškození textu na některých místech. Výsledek překladatelské práce byl zveřejněn v roce 1975. Jde o chvalozpěv oslavující semitskou bohyni úrody Nikkal. Podařilo se také zjistit, že skladba byla napsána pro devítistrunný sammum (typ semitské či babylonské lyry).